# F1 GP Circuits
F1 GP Circuits è un videogioco di Formula 1 pubblicato nel 1991 per Amiga e Commodore 64. Venne sviluppato da Magnetica Development e pubblicato da Idea Software (marchio di S.C. srl), entrambe italiane. Era stata sviluppata e recensita dalla stampa anche una versione per Atari ST, che però non venne effettivamente pubblicata; solo molti anni dopo, nel 2016, il programmatore originale pubblicò come freeware questa versione. F1 GP Circuits fu il primo titolo commerciale dei Magnetica, allora un promettente gruppo di giovani autori, ma non risulta che poi realizzarono altri videogiochi di rilievo; il marchio continua a operare nell'informatica.

## Modalità di gioco
La guida è in stile arcade tradizionale, con visuale dall'alto e scorrimento dello schermo sempre verso l'alto, quindi senza veri cambi di direzione ma solo oscillazioni laterali del percorso. La vettura del giocatore può accelerare, frenare, muoversi lateralmente rispetto allo schermo e cambiare tra due sole marce.
Urtando le altre vetture e i bordi della pista si subiscono gradualmente dei danni, che vengono rappresentati su una sagoma della vettura posta nella parte bassa dello schermo, insieme ad altri indicatori come il contachilometri e la barra del carburante.
Per fare rifornimento e per sostituire parti danneggiate si può sostare al pit stop, dove tramite dei pulsanti si selezionano le varie componenti su cui si desidera intervenire e viene mostrato un ingrandimento della vettura con i tecnici che eseguono automaticamente il lavoro.
Una partita simula un'intera stagione agonistica su nove circuiti. Inizialmente si seleziona l'automobile tra quattro possibili scuderie, ciascuna con migliori prestazioni in un certo campo (motore, telaio, gomme, freni), e il pilota. I nomi sono storpiature dei reali protagonisti della Formula 1 dell'epoca.
Per ogni gara del mondiale si effettua prima un giro di qualifica, senza avversari in pista, poi la gara vera e propria con 20 partecipanti. Ai primi 6 classificati vengono assegnati dei punti. Se si ha accumulato un punteggio sufficiente si passa al circuito successivo, ma prima c'è la possibilità di potenziare le caratteristiche della vettura spendendo il denaro vinto.